# Bahnstrecke Zahedan–Quetta
| Bahnhof Zahedan |                        |                         |                       |
| Streckenlänge: | 721,6 km               |                         |                       |
| Spurweite: | 1676 mm (Kolonialspur) |                         |                       |
| |                        |                         |                       |
| \| \| 721,6 \| Zahedan \| Zahedan \| \| \| \| Bahnstrecke Qom–Zahedan \| (1435 mm) \| \| \| \| Umladebahnhof Zahedan \| \| \| \| \| \| \| \| \| 684,2 \| Katscharud \| Katscharud \| \| \| 660,0 \| Khan Mosamad Tschah \| Khan Mosamad Tschah \| \| \| 644,0 \| Bog \| Bog \| \| \| 636,9 \| Istgah-eLandi \| Istgah-eLandi \| \| \| 627,8 \| Mīrjāveh \| Mīrjāveh \| \| \| \| Iran / Pakistan \| \| \| \| 615,1 \| Koh-e-Taftan, Taftan \| Koh-e-Taftan, Taftan \| \| \| 607,0 \| Juzzak (Tosqi) \| Juzzak (Tosqi) \| \| \| 599,5 \| Qila Safid (Alam Reg) \| Qila Safid (Alam Reg) \| \| \| 511 \| Nok Kundi \| Nok Kundi \| \| \| \| Asad \| \| \| \| \| Gat \| \| \| \| 401 \| Yakmach \| Yakmach \| \| \| 343 \| Dalbandin \| Dalbandin \| \| \| 263 \| Padag Road \| Padag Road \| \| \| 179 \| Ahmedwal \| Ahmedwal \| \| \| 158 \| Nushki \| Nushki \| \| \| 137 \| Kischingi \| Kischingi \| \| \| 122 \| Galangur \| Galangur \| \| \| 96 \| Kirdagap \| Kirdagap \| \| \| 72 \| Scheich Wasil \| Scheich Wasil \| \| \| 60 \| Kanak \| Kanak \| \| \| 48 \| Wali Chan \| Wali Chan \| \| \| \| nach Chaman und Zhob \| \| \| \| 0 \| Quetta \| Quetta \| \| \| 10 \| Sar-i-ab \| Sar-i-ab \| \| \| \| \| \| \| \| 24 \| Spezand \| Spezand \| \| \| \| nach Karatschi \| \| |                        |                         |                       |
| Kopfbahnhof Streckenanfang | 721,6                  | Zahedan                 | Zahedan               |
| Strecke von rechts · Strecke |                        | Bahnstrecke Qom–Zahedan | (1435 mm)             |
| Betriebs-/Güterbahnhof Streckenende · Betriebs-/Güterbahnhof Streckenanfang · Strecke |                        | Umladebahnhof Zahedan   | Umladebahnhof Zahedan |
| Abzweig geradeaus und von links · Strecke nach rechts |                        |                         |                       |
| ehemaliger Bahnhof | 684,2                  | Katscharud              | Katscharud            |
| ehemaliger Bahnhof | 660,0                  | Khan Mosamad Tschah     | Khan Mosamad Tschah   |
| ehemaliger Bahnhof | 644,0                  | Bog                     | Bog                   |
| ehemaliger Bahnhof | 636,9                  | Istgah-eLandi           | Istgah-eLandi         |
| Bahnhof | 627,8                  | Mīrjāveh                | Mīrjāveh              |
| Grenze |                        | Iran / Pakistan         | Iran / Pakistan       |
| Bahnhof | 615,1                  | Koh-e-Taftan, Taftan    | Koh-e-Taftan, Taftan  |
| ehemaliger Bahnhof | 607,0                  | Juzzak (Tosqi)          | Juzzak (Tosqi)        |
| Bahnhof | 599,5                  | Qila Safid (Alam Reg)   | Qila Safid (Alam Reg) |
| Bahnhof | 511                    | Nok Kundi               | Nok Kundi             |
| Bahnhof |                        | Asad                    | Asad                  |
| Bahnhof |                        | Gat                     | Gat                   |
| Bahnhof | 401                    | Yakmach                 | Yakmach               |
| Bahnhof | 343                    | Dalbandin               | Dalbandin             |
| Bahnhof | 263                    | Padag Road              | Padag Road            |
| Bahnhof | 179                    | Ahmedwal                | Ahmedwal              |
| Bahnhof | 158                    | Nushki                  | Nushki                |
| Bahnhof | 137                    | Kischingi               | Kischingi             |
| Bahnhof | 122                    | Galangur                | Galangur              |
| Bahnhof | 96                     | Kirdagap                | Kirdagap              |
| Bahnhof | 72                     | Scheich Wasil           | Scheich Wasil         |
| Haltepunkt / Haltestelle | 60                     | Kanak                   | Kanak                 |
| Bahnhof | 48                     | Wali Chan               | Wali Chan             |
| Strecke · Strecke |                        | nach Chaman und Zhob    | nach Chaman und Zhob  |
| Strecke · Bahnhof | 0                      | Quetta                  | Quetta                |
| Strecke · Bahnhof | 10                     | Sar-i-ab                | Sar-i-ab              |
| Abzweig geradeaus und von links · Strecke nach rechts |                        |                         |                       |
| Bahnhof | 24                     | Spezand                 | Spezand               |
| Strecke |                        | nach Karatschi          | nach Karatschi        |

Die Bahnstrecke Zahedan–Quetta (auch: Trans-Belutschistan-Bahn) verbindet über circa 750 Kilometer das iranische mit dem pakistanischen Eisenbahnnetz. Sie ist Teil der einzigen Schienenverbindung zwischen Europa und dem indischen Subkontinent.

## Geografische Lage
Die Strecke ist die einzige Eisenbahnverbindung zwischen Pakistan und dem Iran. Sie führt durch das größtenteils dünn besiedelte, wüstenartige Gebiet Belutschistans, was auch darin zum Ausdruck kommt, dass sie in ihren westlichen 553 km nur 14 Bahnhöfe aufweist.

## Geschichte

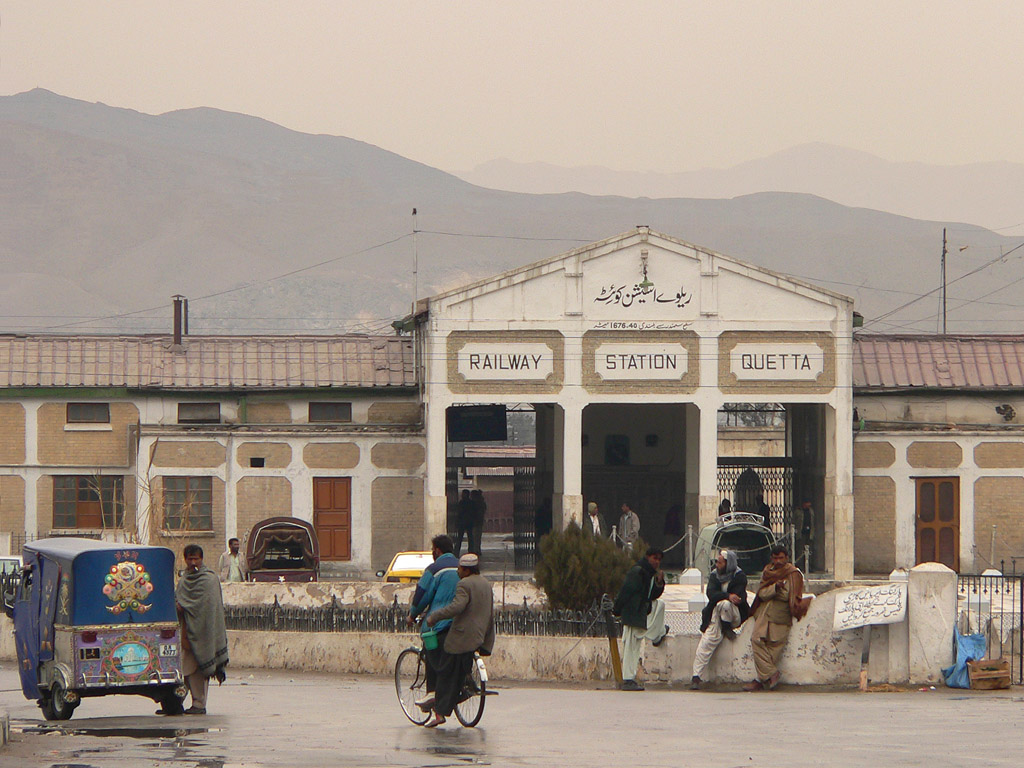
Bahnhof Quetta (2006)

Die Strecke wurde abschnittsweise eröffnet: 1905 zunächst zwischen Quetta und Nushki. Da sie vom anglo-indischen Netz (speziell dessen heute pakistanischem Teil) her vorangetrieben wurde, weist sie die indische Breitspur von 1676 mm (5½ Fuß) auf. Dieser Abschnitt wurde 1920 fertiggestellt. Von Nushki aus wurde der Verkehr mit Kamel-Karawanen weiter geführt. Mitten im Ersten Weltkrieg – die Briten fürchteten einen Angriff der verbündeten Deutschen und Osmanen durch Persien auf ihren indischen Kolonialbesitz – brach eine Epidemie aus, die die Zahl der zur Verfügung stehenden Kamele drastisch reduzierte. So wurde der Bahnbau ab Ende 1916 für das anglo-indische Militär weiter nach Westen vorangetrieben, zunächst unter der Bezeichnung „Nushki Extension Railway“, um die britischen Truppen im Iran besser versorgen zu können. Der 92 km lange Abschnitt der Strecke von Mīrjāveh nach Zahedan war eine der ersten Bahnstrecken im Iran. Zahedan (damals: Duzdap) wurde 1922 erreicht. Die Kosten für den Abschnitt bis zur heutigen pakistanisch-iranischen Grenze trug Britisch-Indien, die für den Bahnbau auf persischem Gebiet Großbritannien.
Ein Weiterbau nach Westen fand dann zunächst nicht mehr statt, da der Iran nicht auf eine Ost-West-, sondern auf eine Nord-Süd-Verbindung, die Transiranische Eisenbahn, setzte. Mit dem Ende des Krieges war der Bedarf des britischen Militärs nach dieser Eisenbahnverbindung geschwunden. So wurde der Betrieb zwischen Zahedan und Nok Kundi in Pakistan 1931 sogar stillgelegt und die Gleise wurden demontiert, um andernorts verwendet zu werden. 1935 gab es bei einem Erdbeben westlich von Quetta erhebliche Schäden auch an der Eisenbahninfrastruktur der Strecke.
Erst der Zweite Weltkrieg schien den Bedarf neu zu beleben. Die Strecke wurde bis Zahedan wieder hergestellt und am 20. April 1940 wieder eröffnet, letztlich aber kaum genutzt. Die Hauptlast der Versorgung der britischen und US-Truppen im Iran sowie der sowjetischen Verbündeten trug die Transiranische Eisenbahn. 1948 war das Jahr des dichtesten Eisenbahnverkehrs auf der Strecke: Wöchentlich gab es drei Zugpaare, die zwischen Quetta und Ahmedwal verkehrten, und eines, das die gesamte Strecke zwischen Quetta und Zahedan befuhr.
1967 wurde der Teil der Strecke, der im Iran lag, von der pakistanischen Eisenbahn an die des Iran übergeben. Heute gehört die Eisenbahninfrastruktur der Eisenbahngesellschaft der Islamischen Republik Iran (RAI), der Betrieb aber wird von den Pakistan Railways (PR) durchgeführt.

## Technische Ausstattung
Die Strecke verläuft überwiegend in Pakistan und an ihrem westlichen Ende im Iran. Da dessen Eisenbahnnetz sonst Normalspur aufweist, stellt sie insofern im Iran einen Inselbetrieb dar. Der Grenzübergang befindet sich zwischen den unmittelbar benachbarten Orten Kerman (Iran) und Taftan (Pakistan). In Zahedan wird der zunächst für die Bahnstrecke aus Quetta angelegte Bahnhof zum Übergangsbahnhof ausgebaut, der von der normalspurigen Bahnstrecke Qom–Zahedan mit einer scharfen Kurve im Gleisdreieck am östlichen Stadtrand erreicht wird. Auf den letzten zehn Kilometern vom Gleisdreieck zum Personenbahnhof besteht die Bahnstrecke aus dem nördlich gelegenen Breitspurgleis und dem südlich gelegenen Normalspurgleis. Am Hausbahnsteig liegt ein Dreischienengleis, an einem zusätzlichen Mittelbahnsteig nur Normalspurgleise. Im zwischen Gleisdreieck und Personenbahnhof gelegenen Güterbahnhof müssen alle Güter, die mit der Bahn weiter befördert werden sollen, umgeladen werden, da umspurbare Wagen nicht zur Verfügung stehen. Dies entspricht nicht mehr dem modernen Standard und führt zu Kapazitätseinschränkungen.

## Verkehr
Heute verkehrt zweimal im Monat ein Reisezug, nachdem Schienenpersonenverkehr auf der Strecke unterbrochen war. Früher verkehrte hier der Taftan Express mit Schlaf- und Speisewagen, anschließend noch einige Jahre lang ein Zug, der nur Sitzwagen führte und zwei Mal im Monat verkehrte und normalerweise als gemischter Zug mit dem grenzüberschreitenden Containerzug gefahren wurde. Bemühungen, Personenverkehr wieder einzuführen, waren bislang vergeblich. Auch der Güterverkehr war eine Zeit lang eingestellt. Seit dem 9. Juni 2015 wurde er mit einem Zugpaar pro Woche wieder aufgenommen. Es handelt sich wieder um einen Containerzug. Er verkehrt mit 24 Wagen und befördert nicht verderbliche Güter. Sollte das Angebot angenommen werden, soll der Zug auch mit bis zu 40 Wagen verkehren.